# Хьюз, Кен
Кен Хьюз англ. Ken Hughes, полное имя Кеннет Грэм Хьюз (англ. Kenneth Graham Hughes) (19 января 1922 — 28 апреля 2001) — британский кинорежиссёр и сценарист 1950—1980-х годов.
В период с 1952 по 1981 год Хьюз выступил сценаристом и режиссёром более 30 художественных фильмов, среди которых наиболее известны «Процессы Оскара Уайльда» (1960), «Бремя страстей человеческих» (1964), «Казино Рояль» (1967), «Пиф-паф, ой-ой-ой!» (1968) и «Кромвель» (1970). К числу его лучших картин относятся также криминальные мелодрамы «Джо Макбет» (1955), «Признание» (1955), «Воплощение зла» (1956), «Дальнобойщик» (1957), «Суд над городом» (1957) и «Маленький мир Сэмми Ли» (1963).
В 1959 году Хьюз был удостоен награды «Прайм-тайм Эмми» за эпизод сериала «Театр Алкоа». В 1961 году за фильм «Процесс над Оскаром Уайльдом» (1961) Хьюз получил три номинации на БАФТА и Гран-при Московского кинофестиваля. В 1964 году он номинировался на премию «Золотой медведь» Берлинского кинофестиваля за фильм «Бремя страстей человеческих» (1964) и 1971 году — на Гран-при Московского кинофестиваля за фильм «Кромвель» (1970).

## Ранние годы и начало карьеры
Кен Хьюз родился 19 января 1922 года в Ливерпуле, Великобритания. В 14-летнем возрасте Хьюз выиграл любительский киноконкурс, а в 16 лет он начал работать киномехаником и техником на BBC, постепенно продвинувшись по служебной лестнице до звукорежиссёра. Во время Второй мировой войны Хьюз занимался постановкой учебных фильмов для Министерства информации и Военного министерства.

## Начало творческой карьеры в 1952—1959 годы
После войны Хьюз начал режиссировать документальные и короткометражные фильмы для BBC, для многих из которых сам писал сценарии. Кинокомпания Anglo-Amalgamated во главе со Стюартом Леви и Нэтом Коэном, которая стала специализироваться на фильмах категории В, решила сделать криминальную драму под названием «Жулик» (1952), основанную на радио- и телепьесе австралийца Рекса Рейнитса о мелком мошеннике и спекулянте, который решает заняться шантажом. Как написал историк кино Стивен Вэгг, «Хьюзу поручили режиссуру, и он отлично справился с этой работой, создав лаконичное, атмосферное кино без единого грамма лишнего».
После этого успеха Anglo-Amalgamated поручила Хьюзу съёмку по собственным сценариям серии 30-минутных полицейских процедуралов из цикла «Скотленд-ярд», в состав которой вошли такие фильмы как «Пропавший человек» (1953), «Убийство при свете свечей» (1953), «Дело Дрейтона» (1953), «Тёмная лестница» (1954), «Пылающий караван» (1954), «Пассажир из Токио» (1954), «Странное дело блондинки» (1954), «Анонимное убийство» (1955) и «Ночной самолёт в Амстердам» (1955). Хотя фильмы делались для проката в кино, по мнению Вэгга, сегодня они смотрятся как «самостоятельные эпизоды телевизионного сериала-антологии». Историки кино Стивен Чибнолл и Брайан Макфарлейн, отметили, что эти фильмы благодаря «чёткости повествования и визуальному таланту», которые на уровень выше «своих скромных бюджетов», обеспечили Хьюзу прочную репутацию в киноиндустрии.
Вторым полнометражным фильмом Хьюза стал малобюджетный триллер «Чёрное 13» (1954), который рассказывает о профессорском сыне, который случайно сбивает пешехода на дороге, после чего всё глубже погружается в мир криминала. После этого Anglo-Amalgamated наняла Хьюза для создания в качестве сценариста и режиссёра фильма «Машина мозга» (1955), «неплохого маленького триллера, который, кажется, хочет быть научной фантастикой, но ею не является». Фильм рассказывает о женщине-психиатре, которая пытается излечить взявшего её в заложники опасного преступника и наркоторговца, предполагая у него психическое заболевание. По мнению Вэгга, «как и большинство ранних работ Хьюза, этот фильм легко смотреть, если у вас подходящее настроение».
Затем для студии Hammer Films Хьюз написал и поставил основанный на его романе фильм «Дом на другом берегу озера» (1954). По словам Вэгга, фильм «содержал многие аспекты британских фильмов категории В 1950-х годов: короткий хронометраж, сюжет в стиле нуар и приглашенных американских звёзд категории B, в данном случае это были Алекс Никол и Хилари Брук». Вэгг оценил картину как «довольно забавный фильм», напоминающий «Почтальон всегда звонит дважды» (1946). По мнению Макфарлейна и Чибнолла, этот «пропитанный стилистикой нуар как в повествовании, так и в визуальном блеске» фильм стал «лучшей из ранних работ Хьюза».
На следующий год Хьюз снял по собственным сценариям ещё две криминальные драмы для Anglo, обе с участием звезд второго эшелона из Голливуда, и обе, по мнению Вэгга, «достойны просмотра». Шпионский фильм «Маленькая красная обезьянка» (1955) рассказывает историю перебежавшего на Запад советского учёного, которого агент ЦРУ (Ричард Конте) должен защитить от агентов КГБ и переправить в США. В нуарном триллере «Признание» (1955) Сидни Чаплином, сын Чарли Чаплина, играет роль грабителя Майка Нельсона, друг которого совершает убийство в целях его спасения, после чего на исповеди рассказывает об этом священнику. Друга тут же убивают, и под угрозой оказывается жизнь священника, а Майк пытается бежать из страны, но попадает в полицейскую ловушку и погибает. Еженедельник Kine Weekly охарактеризовал картину как «захватывающую и необычную криминальную мелодраму… Звёздный англо-американский актёрский состав и опытный режиссёр максимально используют провокационный и захватывающий сюжет, а игра между персонажами одновременно трогательна и точна. Будучи одновременно заставляющей задуматься и леденящей кровь, эта картина должна найти отклик у зрителей всех слоёв общества». Также для Anglo-Amalgamated Хьюз поставил по собственному сценарию научно-фантастический фильм «Временной сдвиг» (1955) с американской звездой, бывшим танцором Джином Нельсоном в роли ученого-ядерщика, который из-за передозировки радиации оказывается в ближайшем будущем. Главную женскую роль в фильме сыграла американская актриса Фейт Домерг, которая одно время была фавориткой американского магната Говарда Хьюза. В том же году Хьюз написал сценарий фильма «Портрет Элисон» (1955), «живого детектива в стиле „Лоры“ (1944)», в котором снялась ещё одна любимица Говарда Хьюза, американская актриса Терри Мур, а режиссёром выступил Гай Грин.
Как полагает Вэгг, «первым действительно выдающимся фильмом в карьере Хьюза» стал снятый в Англии «Джо Макбет» (1955), модернизированный пересказ шекспировского «Макбета», действие которого происходит в среде американских гангстеров 1930-х годов. Продюсером фильма выступил американец Майк Франкович, который незадолго до того вместе с Максом Сеттоном возглавил британское подразделение кинокомпании Columbia Pictures. Американец Филип Йордан написал сценарий, который, по словам Хьюза, «был одним из немногих сценариев, которые я держал в руках в своей жизни, который не требовал большой доработки». По мнению Вэгга, «фильм восхитительно забавный», а все актёры, находятся «в отличной форме». Кинокритик Рональд Берган также считает этот фильм, «самым интересным из британских фильмов Хьюза категории В», отметив также «атмосферные съёмки» в британской студии Shepperton и исполнение Полом Дугласом заглавной роли, а также игру Рут Роман в роли жены, которая подталкивает его к убийствам на пути к вершине.
Впечатлённый работой Хьюза, Франкович решил профинансировать несколько его фильмов, первым среди которых стал «Воплощение зла» (1956). В этой картине американская звезда Арлин Дал сыграла молодую красавицу, которая использует любые средства, чтобы пробиться из нищеты на самый верх. В итоге выясняется, что её мотивировало сексуальное насилие, пережитое в юности. Как пишет Вэгг, позже Дал подала в суд на Columbia, утверждая, что рекламный плакат фильма был обманчиво сексуальным. Но как полагает критик, «фильму пошло бы на пользу, если бы он больше соответствовал плакату, чем сценарию», так как сам фильм получился «слишком сдержанным и скучным». Тем не менее, Вэгг уверен в том, что «у фильма есть свои поклонники».
Хьюз по собственному сценарию «снял отличный маленький и непритязательный фильм категории В» «Дальнобойщик» (1957), который, как и предыдущий фильм, был сделан в нуарной манере. В этой картине Гарри Миллер (его роль исполняет известный американский актёрВиктор Мэтьюр) после демобилизации из американской армии устраивается в Ливерпуле водителем грузовика, постепенно втягиваясь в деятельность банды, промышляющей кражами из грузовиков, а также заводит роман с подружкой главаря, роль которой сыграла Диана Дорс. По мнению Вэгга, этот «чрезвычайно интересный фильм с отличной игрой Дорс и Мэтьюра» остался в тени другого британского фильма о водителях грузовиков «Адские водители» (1957).
В том же году Хьюз «написал отличный сценарий» для фильма «Суд над городом» (1957) режиссёра Джона Гиллермина, в котором детектив (Джон Миллс) расследует убийство сексуальной красотки в теннисном клубе шикарного лондонского пригорода. Работа Хьюза произвела впечатление на продюсеров Ирвина Аллена и Альберта Брокколи, которые ориентировали свою кинокомпанию Warwick Films на создание в Англии жанровых фильмов для международного рынка «по сходной цене». Хьюз написал сценарий для военной драмы Warwick «Высокий полёт» (1957), режиссёром которой стал Джон Джиллинг, а главную роль исполнил Рэй Милланд. По мнению Вэгга, картина была выполнена «в духе „Лучшего стрелка“ (1986) с самоуверенными лётчиками и гомоэротизмом».
С 1958 года Хьюз начал активно работать на телевидении. После написания сценария британского криминального триллера «Соло для Канарейки» (1958, 6 эпизодов) Хьюз добился огромного личного успеха с одноактной телевизионной пьесой «Сэмми» (1958), которую он написал и поставил. Это была 40-минутная история о мелком дельце из Сохо (в исполнении Энтони Ньюли), который не может расплатиться с долгами по азартным играм. Отзывы о фильме были отличными, и сценарий Хьюза бесчисленное количество раз адаптировался в других странах для телевидения, в том числе, в США как «Эдди» (1959) с Микки Руни в главной роли. За сценарий этого фильма Хьюз был удостоен американской телевизионной премии «Эмми». При этом Хьюз жаловался на отсутствие уважения к сценаристам в Голливуде, которых «не очень ценят в этой индустрии, и оригинальные сценарии трудно продвинуть. Если бы я действительно хотел донести какую-то идею, то сначала бы выпустил её в виде книги, даже если бы она не продавалась. На кинопродюсеров производят впечатление книги в твёрдом переплете, потому что это показывает, что кто-то еще был уверен в написанном. Это смешно, но это правда».

## Кинокарьера в 1960-е годы
Студии Warwick настолько понравился сценарий «Сэмми», что она наняла Хьюза для режиссуры двух фильмов. По словам Вэгга, «как ни странно, они отличались от основной массы их обычной продукции, будучи не боевиками и не имея в составе голливудских звёзд». Вместо этого в обоих фильмах снялся Энтони Ньюли — первым фильмом был «Джазовый катер» (1960), криминальная драма, которая «странным образом превращается в мюзикл (с танцевальными номерами)», а затем снова в криминальную драму. Второй фильм «В кутузку» (1960) был комедией о банде преступников, направленных в экспериментальную тюрьму на исправление.
Следом за этими непримечательными картинами студия Warwick поручила Хьюзу создание фильма «Процесс Оскара Уайльда» (1960) с австралийцем Питером Финчем в главной роли, и этот фильм, по мнению Вэгга, стал «бесспорным шедевром Хьюза». Критик считает, что «это потрясающе хороший рассказ о легендарном драматурге». Фильм рассказывал историю о иске Уайльда о клевете против маркиза Куинсберри и о трагическом повороте, который жизнь Уайльда приняла в результате этого. По словам Вэгга, тема фильма раскрывается «со вкусом и тактом», картина отличается также «прекрасной работой художника-постановщика Кена Адамса и превосходным актёрским составом, выполняющим отличную работу», а исполнитель главной роли «Питер Финч редко когда играл лучше». По словам Бергана, Хьюз «больше всего гордился этим фильмом». В этой картине, сделанной «со вкусом и деликатностью», он «продемонстрировал свою способность работать с большим бюджетом и форматами Technicolor и CinemaScope». Джон Тёрбер из «Лос-Анджелес Таймс» также отмечает, что это был «любимый фильм Хьюза, в котором он, по его словам, не пошел ни на какие уступки». За этот фильм Финч завоевал премию BAFTA, а Хьюз был удостоен трёх номинаций на BAFTA за лучший британский фильм, лучший фильм из любой страны и лучший сценарий. Несмотря на «высокую оценку критиков», фильм, по словам Вэгга, «не пользовался популярностью в прокате, отчасти из-за одновременного появления конкурирующего проекта на ту же тему, „Оскар Уайльд“ (1960) с Робертом Морли в главной роли». В итоге финансовый провал фильма даже привёл к роспуску Warwick. Когда в 1980 году фильм был выпущен в прокат заново, кинокритик «Лос-Анджелес Таймс» Кевин Томас назвал его «исключительно красивой постановкой».
Вслед за этой картиной Хьюз хотел снять биографический фильм об Оливере Кромвеле, но не смог найти финансирование. Вместо этого он снял по собственному сценарию фильм «Маленький мир Сэмми Ли» (1963), полнометражную адаптацию своей телевизионной пьесы «Сэмми», где Энтони Ньюли вновь исполнил роль, которую играл на малом экране. В этой картине конферансье стриптиз-клуба (Ньюли), проводит безумную ночь, пытаясь собрать деньги, чтобы погасить долг по азартным играм. Берган отмечает, что Хьюзу удалось «запечатлеть изнанку Сохо в реальных локациях», и передать атмосферу квартала благодаря использованию любимой им живой джазовой музыки. Как пишет Вэгг, «в этом фильме есть чем восхищаться, включая превосходную операторскую работу и актёрскую игру, а также взгляд на Сохо того времени». Тем не менее, фильм «провалился в прокате», что привело к краху финансировавшей его компании Bryanston Films, но «в последующие годы фильм стал культовым».
В 1963 году в Ирландии американский режиссёр Генри Хэтэуэй приступил к съёмкам драмы «Бремя страстей человеческих» (1964), в основу которой положен одноимённый роман У. Сомерсета Моэма (это была третья экранизация романа после фильмов 1934 и 1946 годов). Фильм, действие которого происходит в конце XIX века, рассказывает о студенте-медике (Лоуренс Харви), который становится одержим эгоистичной официанткой (Ким Новак), использующей его любовь в своих интересах, при этом не испытывая к нему никаких чувств. Через месяц после начала съёмок Хэтэуэй уволился, предположительно, из-за творческих разногласий с Новак, и продюсерская компания Seven Arts предложила продолжить работу над картиной Хьюзу. Вынужденный работать в жёстком графике, Хьюз тем не менее значительно переписал сценарий, а после завершения съёмок, ещё несколько месяцев монтировал картину, в результате выход фильма состоялся почти на год позднее запланированного. Как написал Вэгг, «получившийся фильм интересен и содержит одну из лучших ролей Харви, но не так уж хорош. Новак вряд ли усилила картину, и, что более серьёзно, Хьюз не уловил — или у него не было времени, чтобы уловить — основную суть истории». Берган назвал фильм «искусственной третьей версией романа Моэма», отметив, что Новак «не подошла на роль неряшливой официантки-кокни, а Лоуренс Харви в роли студента-медика, одержимого ею, отвратителен».
На некоторое время Хьюз вернулся на телевидение, где режиссировал эпизод полудокументального телесериала «Шпионаж» (1964) и написал сценарий для всех шести эпизодов мини-сериала «Враг государства» (1965) о британском инженере, обвинённом в Москве в шпионской деятельности.
В 1965 году Seven Arts профинансировала ещё один фильм Хьюза, который он поставил по собственному сценарию — криминальную комедию «Чтоб ты сдохла, дорогая» (1965) с Тони Кёртисом в роли Синей Бороды, убивающего своих жен. Как написал Вэгг, «это бешеная фарсовая комедия, которая из кожи вон лезет, чтобы рассмешить, с красивыми локациями и отличными ролями второго плана». Позднее Кёртис писал в своих мемуарах, что снялся в фильме, потому что ему понравился «превосходный сценарий» Хьюза, вместе с тем он пришёл к заключению, что «в законченном виде финальный фильм не сложился в единое целое». По мнению Вэгга, Кёртис «был абсолютно прав».
Продюсер Чарльз Фельдман нанял Хьюза для постановки одного из пяти сегментов «безумного пародийного фильма» о Джеймсе Бонде «Казино Рояль» (1967) по мотивам первого романа Иэна Флеминга о суперагенте. У фильма пять режиссёров, и каждый из них снимал свою часть картины независимо от других. Хьюзу, предположительно, достался берлинский сегмент, составляющий около четверти хронометража картины. Вэгг написал об этой работе: «Не уверен, что комедия была сильной стороной Хьюза». Тёрбер в свою очередь констатирует, что «несмотря на звёздный актёрский состав, включавший Дэвида Нивена, Питера Селлерса, Вуди Аллена и Орсона Уэллса», фильм «получил плохие отзывы».
Следующим фильмом Хьюза стала семейная музыкальная приключенческая сказка «Пиф-паф ой-ой-ой» (1968), которая, как и предыдущая картина, была основана на романе Яна Флеминга. Продюсером выступил Альберт Брокколи, известный своими картинами о Бонде, а Хьюз после назначения режиссёром выступил также сценаристом, переписав изначальный сценарий Роальда Даля. В этом фильме эксцентричный изобретатель волшебного летающего автомобиля Каратактус Поттс (Дик Ван Дайк) отправляется вместе со своей невестой Трули Скрампшес (Салли Энн Хоус) и двумя своими детьми в страну Вулгарию, чтобы спасти дедушку Поттса от зловредных барона и баронессы Бомбаст. Как отмечает Берган, «Хьюз мастерски справился с затянутой, приторной историей, перемежающейся ужасными песнями и халтурными спецэффектами». Получился, по словам Вэгга, «великолепный по красоте фильм с божественными декорациями, потрясающим актёрским составом и жизнерадостными песнями. Но он, как и многие мюзиклы конца 1960-х году, он слишком затянут, и был бы лучше в формате 90 минут». Тёрбер пишет, что «хотя критики по-разному оценивали фильм, зрители полюбили его, и он стал фаворитом семейного кино». Вэгг отмечает, что фильм обошёлся так дорого, что при первоначальном прокате фактически принес убытки, но он «был популярен и стал классикой семейного просмотра». В итоге, по словам Бергана, «фильм заработал гораздо больше, чем 10 миллионов долларов, которые он стоил». Он пишет, что этот фильм «всегда пользуется популярностью», и «дети во всем мире, любящие кино, должны быть благодарны режиссеру Кену Хьюзу, за то, что он подарил им эту картину». Но, по словам самого режиссёра, это не был его любимый фильм: «Я сделал его, но мне не понравилось его снимать. Фильм принес много денег, но от этого мне не становится лучше. С другой стороны, я снимал фильмы, которые получали награды в Берлине и других местах и не приносили никаких денег, и от этого мне тоже не становится лучше».
Благодаря успеху «Пиф-паф ой-ой-ой» Хьюз смог собрать достаточно средств для финансирования своего проекта мечты — эпической биографической картины об Оливере Кромвеле и об Английской гражданской войне под названием «Кромвель» (1970). По мнению Тёрбера, Хьюз с этим фильмом «добился большого успеха». В частности, тогдашний кинокритик «Лос-Анджелес Таймс» Чарльз Чамплин назвал его «замечательным и интересным произведением истории», хотя и отметил, что он не обладает «той же силой воздействия на нас», как более ранняя историческая картина «Человек на все времена» (1966). Чамплин высоко оценил игру Ричарда Харриса в роли Кромвеля, а также Алека Гиннесса в роли короля Карла I. Берган также отметил, что эта «интеллектуальная эпическая драма отличается великолепной игрой Харриса и Гиннесса». С другой стороны, Вэггу не понравился фильм, хотя он и признаёт, что «в нём есть и хорошие моменты: Гиннесс великолепен в роли Карла I, а работа художника-постановщика просто потрясающая». Но при этом, как считает критик, фильм «очень скучный. Каждый раз, когда Ричард Харрис появляется на экране, кажется, что он собирается произнести речь, и он её действительно произносит». По мнению критика, это «унылое и скучное повествование об Английской гражданской войне» хорошо разве что в качестве школьного урока истории. Критики отмечают, что хотя фильм и «был популярен в британском прокате, он тем не менее, не смог окупить свои огромные затраты». В результате Хьюз, финансовое положение которого до этого фильма было очень хорошим, оказался в 1970 году практически без денег. Этому также способствовало и то, что крупные американские кинокомпании примерно в это время прекратили производство фильмов в Великобритании, что лишило режиссёра многих потенциальных заказов.

## Карьера в 1970-е годы
Хьюз стал писать сценарии для телевидения, в частности, написал по одному эпизоду сериалов «Угроза» (1973), «Кольдиц» (1974), «Падение орлов» (1974), «Наберите М для убийства» (1974) и «Нефтяная забастовка на Севере» (1975).
Наконец, в 1974 году Хьюз был назначен режиссёром совместного британо-американского шпионского триллера студии British Lion «Междоусобный проект» (1974), в котором бывший агент разведки (Джеймс Коберн) ради получения нового назначения решает устранить четырёх человек, знающих о его тёмном прошлом. По мнению Вэгга, у фильма «неплохая центральная идея», но ему не хватает увлекательных сюжетных поворотов. Берган назвал эту картину «довольно занимательным триллером». Год спустя Хьюз поставил по собственному сценарию фильм «Дорогой Элфи» (1975), который был продолжением популярной комедии о «закоренелом сердцееде» «Элфи» (1966). По мнению Вэгга, фильм Хьюза «очень, очень, очень сильно проигрывает оригиналу, который в своё время превратил Майкла Кейна в звезду». В этом, по словам Бергана, «ненужном продолжении» место Кейна занял известный музыкант Алан Прайс. И «Междоусобный проект», и «Дорогой Элфи», по словам Вэгга, провалились. В результате в 1975 году Хьюз «объявил себя банкротом, сославшись на свою личную неспособность контролировать расходы, два развода, налоги и крах киноиндустрии».
Вскоре Хьюз с женой и дочерью переехал в США, где вскоре получил работу «над одним из самых странных фильмов всех времен, чем-то ещё более странным, чем „Казино Рояль“». Это был фильм «Секстет» (1978) с Мэй Уэст в главной роли (это была последняя роль 86-летней актрисы в кино). Изначально режиссером должен был быть Ирвинг Рэппер, но Хьюз заменил его непосредственно перед началом съёмок. Как считает Вэгг, «получившийся фильм абсурден, но почти неотразим в своей хаотичности». В фильме занято много звёзд, таких как Тимоти Далтон, Тони Кёртис, Уолтер Пиджон, Ринго Старр, Элис Купер, Кит Мун и других, которые предстают в неожиданных и нехарактерных для себя ролях. Берган охарактеризовал картину как «ужасающе китчевое фрик-шоу», отметив, что это был предпоследний фильм Хьюза и его первый фильм, снятый в Голливуде.
Последним фильмом Хьюза в качестве режиссёра стал слэшер «Вечерняя школа» (1981), в котором дебютировала Рейчел Уорд. По мнению Вэгга, «это довольно стильное кино, сделанное с профессионализмом и мастерством, и без нелепых излишеств, характерных для этого жанра». Критик считает этот фильм лучшим у Хьюза после «Пиф-паф ой-ой-ой» с привлекательной игрой Уорд. Берган также считает, что картина «хорошо сделана». Хотя Хьюзу уже было около шестидесяти лет, он по-прежнему «умел хорошо писать и режиссировать, и хорошо выписывался в малый бюджет».

## Оценка творчества
Как пишет Вэгг, «режиссёрские работы Хьюза были неизменно интересными и увлекательными, и заслуживали большего внимания критиков, чем получили». Американские газеты «Лос-Анджелес Таймс» и «Нью-Йорк Таймс» отмечали, что более всего Хьюз известен благодаря «популярному детскому фильму» «Пиф-паф ой-ой-ой», который стал классикой. Помимо этой картины к наиболее заметным работам Хьюза «Нью-Йорк Таймс» относит биографические фильмы «Процессы Оскара Уайльда» и «Кромвель». Журнал Variety также выделяет эти три работы в фильмографии Хьюза.
По мнению Вэгга, Хьюз снял «один шедевр — великолепный» «Процесс Оскара Уайльда» (1960). Если не считать этой картины, то, как считают кинокритики Стивен Чибнолл и Брайан Макфарлейн, режиссёрские таланты Хьюза лучше всего проявились «в его более ранних напряжённых триллерах». Среди них, по мнению Тёрбера, выделяются такие «хорошо принятые картины», как «Джо Макбет» и «Маленький мир Сэмми Ли».
Вэгг отмечает, что «Хьюз был человеком крайностей, но с солидным общим средним баллом». По мнению критика, за свою карьеру он создал и подлинную классику («Процесс над Оскаром Уайльдом»), и несколько потрясающих фильмов («Дальнобойщик», «Джо Макбет», «Проныра») и некоторые фильмы, содержащие потрясающие моменты («Маленький мир Сэмми Ли», «Пиф-паф Ой-ой-ой» и да, «Казино Рояль»). Но также он снял фильмы, которые были скучными («Кромвель»), ужасными («Дорогой Элфи»), разочаровывающими («Временной сдвиг») и в одном случае, вообще находящимися за гранью понимания («Секстет»). Критик уверен, что лучше Хьюз всего работал, когда его партнёром была энергичная небольшая продюсерская компания с прочными голливудскими связями (Anglo Amalgamated, Tony Owen, Warwick или Seven Arts).
Безусловно, по словам Вэгга, «у Хьюза были способности как у писателя, и некоторые из его сценариев были потрясающими. Но трудно поддерживать высокий уровень качества фильма, если ты одновременно и пишешь, и режиссируешь, а Хьюз также был склонен к переписыванию, даже в сценариях, написанных такими опытными коллегами, как Роальд Даль в „Пиф-паф Ой-ой-ой“ и Брайан Форбс в „Бремя страстей человеческих“». Критик полагает, что, «возможно, Хьюзу было бы лучше работать больше с проверенным соавтором, чем быть человеком-оркестром», отвечая и за сценарий, и за режиссуру.

## Личная жизнь
У Хьюза было три брака с двумя женщинами. С 1946 по 1957 год он был женат на Шарлотте Эпштейн. Затем, с 1970 по 1976 год он был женат на Черри Прайс, которая родила ему дочь Мелинду, ставшую оперной певицей. В 1982 году Хьюз снова женился на своей первой жене, с которой прожил о своей смерти в 2001 году.

## Смерть
Кен Хьюз умер 28 апреля 2001 года в возрасте 79 лет в доме престарелых в Панорама-Сити, Калифорния, от осложнений, вызванных болезнью Альцгеймера.

## Фильмография
| Год  | Название                        | Оригинальное название        | Фильм / телесериал         | В каком качестве участвовал              |
| ---- | ------------------------------- | ---------------------------- | -------------------------- | ---------------------------------------- |
| 1952 | Проныра                         | Wide Boy                     | Фильм                      | Режиссёр                                 |
| 1953 | Убийство при свечах             | The Candlelight Murder       | Короткометражный фильм     | Режиссёр, сценарист                      |
| 1953 | Пропавший человек               | The Missing Man              | Короткометражный фильм     | Режиссёр, сценарист                      |
| 1953 | Дело Дрейтона                   | The Drayton Case             | Короткометражный фильм     | Режиссёр, сценарист                      |
| 1953 | Чёрное 13                       | Black 13                     | Фильм                      | Режиссёр, сценарист                      |
| 1954 | Странное дело блондинки         | The Strange Case of Blondie  | Короткометражный фильм     | Режиссёр, сценарист                      |
| 1954 | Пассажир в Токио                | Passenger to Tokyo           | Короткометражный фильм     | Режиссёр                                 |
| 1954 | Дом на другой стороне озера     | The House Across the Lake    | Фильм                      | Режиссёр, автор романа                   |
| 1954 | Пылающий караван                | The Blazing Caravan          | Короткометражный фильм     | Режиссёр, сценарист                      |
| 1954 | Тёмная лестница                 | The Dark Stairway            | Короткометражный фильм     | Режиссёр, сценарист                      |
| 1955 | Анонимное убийство              | Murder Anonymous             | Короткометражный фильм     | Режиссёр                                 |
| 1955 | Джо Макбет                      | Joe Macbeth                  | Фильм                      | Режиссёр, сценарист (в титрах не указан) |
| 1955 | Временной сдвиг                 | Timeslip                     | Фильм                      | Режиссёр                                 |
| 1955 | Признание                       | Confession                   | Фильм                      | Режиссёр, сценарист                      |
| 1955 | Маленькая красная обезьяна      | Little Red Monkey            | Фильм                      | Режиссёр, сценарист                      |
| 1955 | Ночной самолёт в Амстердам      | Night Plane to Amsterdam     | Короткометражный фильм     | Режиссёр                                 |
| 1955 | Мозговая машина                 | The Brain Machine            | Фильм                      | Режиссёр, сценарист                      |
| 1955 | Портрет Элисон                  | Portrait of Alison           | Фильм                      | Сценарист (адаптация)                    |
| 1955 | Летающий глаз                   | The Flying Eye               | Фильм                      | Сценарист                                |
| 1956 | Воплощение зла                  | Wicked as They Come          | Фильм                      | Режиссёр, сценарист                      |
| 1957 | Дальнобойщик                    | The Long Haul                | Фильм                      | Режиссёр, сценарист                      |
| 1957 | Ночной полёт                    | High Flight                  | Фильм                      | Сценарист                                |
| 1957 | Суд над городом                 | Town on Trial                | Фильм                      | Сценарист                                |
| 1958 | Сэмми                           | Sammy                        | Телефильм                  | Режиссёр, сценарист, продюсер            |
| 1958 | Соло для канарейки              | Solo for Canary              | Телесериал                 | Сценарист (6 эпизодов)                   |
| 1958 | Театр «Алкоа»                   | Alcoa Theatre                | Телесериал                 | Сценарист (1 эпизод, «Сэмми»)            |
| 1958 | Фолио                           | Folio                        | Телесериал                 | Сценарист (1 эпизод, «Сэмми»)            |
| 1959 | Гонка                           | Das Rennen                   | Фильм                      | Сценарист («Сэмми»)                      |
| 1959 | Гонка                           | Væddeløbet                   | Телефильм                  | Сценарист («Сэмми»)                      |
| 1960 | Гонка                           | Kapplöpningen                | Телефильм                  | Сценарист («Сэмми»)                      |
| 1960 | Глаза                           | The Eyes                     | Короткометражный телефильм | Режиссёр                                 |
| 1960 | В последний момент              | In the Nick                  | Фильм                      | Режиссёр, сценарист                      |
| 1960 | Процесс над Оскаром Уайльдом    | The Trials of Oscar Wilde    | Фильм                      | Режиссёр, сценарист                      |
| 1960 | Джазовая лодка                  | Jazz Boat                    | Фильм                      | Режиссёр, сценарист                      |
| 1961 | Гонка                           | Trka                         | Телефильм                  | Сценарист («Сэмми»)                      |
| 1963 | Маленький мир Сэмми Ли          | The Small World of Sammy Lee | Фильм                      | Режиссёр, сценарист                      |
| 1963 | Маленький мир Сэмми Ли          | The Small World of Sammy Lee | Телеспектакль              | Сценарист (в титрах не указан)           |
| 1964 | Бремя страстей человеческих     | Of Human Bondage             | Фильм                      | Режиссёр                                 |
| 1964 | Шпионаж                         | Espionage                    | Телесериал                 | Режиссёр, сценарист (2 эпизода)          |
| 1965 | Враг государства                | An Enemy of the State        | Телесериал                 | Сценарист (6 эпизодов)                   |
| 1965 | Досье «ИПКРЕСС»                 | The Ipcress File             | Фильм                      | Сценарист (в титрах не указан)           |
| 1966 | Чтоб ты сдохла, дорогая         | Drop Dead Darling            | Фильм                      | Режиссёр, сценарист, продюсер            |
| 1966 | Театральный роман               | Teatterituokio               | Телесериал                 | Сценарист (1 эпизод, «Сэмми»)            |
| 1967 | Казино «Рояль»                  | Casino Royale                | Фильм                      | Режиссёр (сцены в Берлине)               |
| 1968 | Пиф-паф ой-ой-ой                | Chitty Chitty Bang Bang      | Фильм                      | Режиссёр, сценарист                      |
| 1968 | Сэмми                           | Sammy                        | Телефильм                  | Сценарист                                |
| 1969 | Людоед                          | Shark!                       | Фильм                      | Автор адаптации (в титрах не указан)     |
| 1970 | Кромвель                        | Cromwell                     | Фильм                      | Режиссёр, сценарист                      |
| 1973 | Сэмми                           | Sammy                        | Телефильм                  | Сценарист                                |
| 1973 | Угроза                          | Menace                       | Телесериал                 | Сценарист (1 эпизод)                     |
| 1974 | Междоусобный проект             | The Internecine Project      | Фильм                      | Режиссёр                                 |
| 1974 | Падение орлов                   | Fall of Eagles               | Мини-сериал                | Сценарист (1 эпизод)                     |
| 1974 | В случае убийства набирайте «М» | Dial M for Murder            | Телесериал                 | Сценарист (1 эпизод)                     |
| 1974 | Кольдиц                         | Colditz                      | Телесериал                 | Сценарист (1 эпизод)                     |
| 1975 | Дорогой Элфи                    | Alfie Darling                | Фильм                      | Режиссёр, сценарист                      |
| 1975 | Забастовка в Северном море      | Oil Strike North             | Телесериал                 | Сценарист (1 эпизод)                     |
| 1977 | Секстет                         | Sextette                     | Фильм                      | Режиссёр                                 |
| 1981 | Вечерняя школа                  | Night School                 | Фильм                      | Режиссёр                                 |